# La donna che inventò l'amore (film 1918)
La donna che inventò l'amore (Женщина, которая изобрела любовь, Ženščina, kotoraja izobrela ljubov') è un film del 1918 diretto da Vjačeslav Viskovskij. Il titolo corrisponde all'omonimo romanzo italiano di Guido da Verona, pubblicato nel 1915. Il film è andato perduto.